# 鈴井慎一
鈴井 慎一（すずい しんいち、1949年 - 2002年）は、静岡県出身の元アナウンサー・記者である。

## 来歴・人物
中央大学卒。
1974年にテレビ静岡にアナウンサーとして入社。主として報道番組を中心に担当し、テレビ静岡スーパータイムのキャスター、報道部長など歴任。
1996年、第41回衆議院議員総選挙・静岡県第9区（当時）に立候補するためテレビ静岡を退社。
その選挙では現職議員の熊谷弘（新進党公認）に約2万票の差をつけられて次点となり落選。
2000年の第42回衆議院議員総選挙に静岡県第9区で立候補したが、この時も民主党公認で立った熊谷に僅か約3600票差で次点となった。
2002年没。